# Lukas Schmitz
Lukas Schmitz (Hattingen, 13 oktober 1988) is een Duits voetballer die bij voorkeur als linksachter speelt, maar ook als linksmidden of verdedigende middenvelder uit de voeten kan.

## Clubcarrière
Schmitz begon zijn voetbalcarrière bij TSG Sprockhövel, dat uitkwam in de Verbandsliga Westfalen. Hij scoorde er 11 doelpunten in 23 duels. In juli 2007 sloot hij aan bij het tweede elftal van VfL Bochum. Hij speelde daar 36 wedstrijden. Op 8 mei 2009 verkaste hij naar rivaal Schalke 04. Op 18 september 2009 maakte hij zijn profdebuut in een thuiswedstrijd tegen VfL Wolfsburg. In twee seizoenen speelde hij 52 competitiewedstrijden voor S04 alsmede acht duels in de Champions League. Op 17 juni 2011 tekende hij een vierjarig contract bij Werder Bremen, gevolgd door drie seizoenen bij Fortuna Düsseldorf waarmee hij in 2018 naar de Bundesliga promoveerde. In 2018 vertrok hij naar het Oostenrijkse Wolfsberger AC. Met die club eindigde hij twee keer op rij als derde in de Bundesliga waardoor deelname aan de Europa League werd bereikt.
Op 9 mei 2020 maakte VVV-Venlo bekend de ervaren Duitser te hebben aangetrokken na een tip van ex-ploeggenoot Lars Unnerstall. Hij tekende een contract van twee seizoenen met een optie voor één extra seizoen. Zijn verblijf bij de Venlose club werd geen succes. De linksback begon in de eerste competitiewedstrijden nog wel in de basisopstelling, maar raakte zijn plek kwijt na de 0-13 thuisnederlaag tegen Ajax op 24 oktober 2020. Schmitz belandde op de bank en zag zijn kansen op speeltijd geminimaliseerd toen VVV in de winterstop met Leon Guwara een nieuwe linkervleugelverdediger aantrok. Na de degradatie was Schmitz automatisch transfervrij, omdat zijn contract alleen voor de Eredivisie gold.

### Statistieken

#### Beloften
| Seizoen                  | Club             | Competitie         | Competitie | Competitie | Beker | Beker | Totaal | Totaal |
| Seizoen                  | Club             | Competitie         | Wed.       | Dlp.       | Wed.  | Dlp.  | Wed.   | Dlp.   |
| ------------------------ | ---------------- | ------------------ | ---------- | ---------- | ----- | ----- | ------ | ------ |
| 2007/08                  | VfL Bochum II    | Oberliga Westfalen | 12         | 2          | –     | –     | 13     | 2      |
| 2008/09                  | VfL Bochum II    | Regionalliga West  | 24         | 2          | –     | –     | 24     | 2      |
| 2009/10                  | FC Schalke 04 II | Regionalliga West  | 6          | 1          | –     | –     | 6      | 1      |
| 2013/14                  | Werder Bremen II | Regionalliga Nord  | 3          | 0          | –     | –     | 3      | 0      |
| Totaal beloften          | Totaal beloften  | Totaal beloften    | 45         | 5          | 0     | 0     | 45     | 5      |
| Bijgewerkt op 9 mei 2020 |                  |                    |            |            |       |       |        |        |

#### Senioren
| Seizoen                           | Club               | Competitie             | Competitie | Competitie | Beker | Beker | Overig1 | Overig1 | Totaal | Totaal |
| Seizoen                           | Club               | Competitie             | Wed.       | Dlp.       | Wed.  | Dlp.  | Wed.    | Dlp.    | Wed.   | Dlp.   |
| --------------------------------- | ------------------ | ---------------------- | ---------- | ---------- | ----- | ----- | ------- | ------- | ------ | ------ |
| 2006/07                           | TSG Sprockhövel    | Verbandsliga Westfalen | 23         | 11         | 0     | 0     | –       | –       | 23     | 11     |
| 2009/10                           | FC Schalke 04      | Bundesliga             | 29         | 2          | 4     | 0     | –       | –       | 33     | 2      |
| 2010/11                           | FC Schalke 04      | Bundesliga             | 23         | 0          | 5     | 0     | 9       | 0       | 37     | 0      |
| 2011/12                           | Werder Bremen      | Bundesliga             | 26         | 0          | 1     | 0     | –       | –       | 27     | 0      |
| 2012/13                           | Werder Bremen      | Bundesliga             | 23         | 0          | 0     | 0     | –       | –       | 23     | 0      |
| 2013/14                           | Werder Bremen      | Bundesliga             | 3          | 0          | 0     | 0     | –       | –       | 3      | 0      |
| 2014/15                           | Fortuna Düsseldorf | 2. Bundesliga          | 22         | 1          | 1     | 0     | –       | –       | 23     | 1      |
| 2015/16                           | Fortuna Düsseldorf | 2. Bundesliga          | 27         | 1          | 1     | 0     | –       | –       | 28     | 1      |
| 2016/17                           | Fortuna Düsseldorf | 2. Bundesliga          | 32         | 0          | 2     | 0     | –       | –       | 34     | 0      |
| 2017/18                           | Fortuna Düsseldorf | 2. Bundesliga          | 13         | 1          | 0     | 0     | –       | –       | 13     | 1      |
| 2018/19                           | Wolfsberger AC     | Bundesliga             | 30         | 2          | 3     | 0     | –       | –       | 33     | 2      |
| 2019/20                           | Wolfsberger AC     | Bundesliga             | 31         | 1          | 1     | 0     | 6       | 0       | 38     | 1      |
| 2020/21                           | VVV-Venlo          | Eredivisie             | 12         | 0          | 1     | 0     | –       | –       | 13     | 0      |
| Totaal senioren                   | Totaal senioren    | Totaal senioren        | 294        | 19         | 19    | 0     | 15      | 0       | 328    | 24     |
| Carrièretotaal                    | Carrièretotaal     | Carrièretotaal         | 339        | 24         | 19    | 0     | 15      | 0       | 373    | 24     |
| Bijgewerkt tot en met 13 mei 2021 |                    |                        |            |            |       |       |         |         |        |        |

1Overige officiële wedstrijden, te weten Champions League, Europa League en DFL-Supercup.

## Erelijst
- Schalke 04
  - DFB-Pokal (1): 2010/11